# Oto Seviško
Oto Seviško (ur. 1 października 1892 w Rydze, zm. 26 czerwca 1958 tamże) – łotewski lekkoatleta, sprinter, olimpijczyk. Reprezentant klubu LSB.
Uczestnik igrzysk olimpijskich w Paryżu (1924). Wystąpił w biegach na 100 i 200 metrów, w pierwszym dotarł do ćwierćfinału, z kolei w biegu na 200 m nie przeszedł eliminacji. Mistrz Łotwy w biegu na 100 m (1923), 200 m (1923), sztafecie szwedzkiej (1923) i w sztafecie 4 × 100 m (1922). We wspomnianych konkurencjach był dziesięciokrotnym rekordzistą kraju.
Rekordy życiowe: 100 m – 11,3 s (1923), 200 m – 23,4 s (1924).